# Vanilla cucullata
Vanilla cucullata ist eine Pflanzenart aus der Gattung Vanille (Vanilla) in der Familie der Orchideen (Orchidaceae). Sie wächst als Kletterpflanze im tropischen Afrika.

## Beschreibung
Vanilla cucullata ist eine immergrüne Kletterpflanze mit relativ dickem Spross. Die Blätter sind länglich, an der Basis asymmetrisch herzförmig mit kurzem Blattstiel (einen Zentimeter lang), vorne spitz ausgezogen endend. Sie werden zehn bis 15 Zentimeter lang und drei bis sechs Zentimeter breit.
Die Blütenstandsachse ist bis zu vier Zentimeter lang, meistens unverzweigt, zickzackförmig gebogen. Die Tragblätter sind dreieckig und schuppenartig reduziert. Blütenstiel und Fruchtknoten werden zusammen 2,5 Zentimeter lang. Die Blüten sind 2,5 Zentimeter lang und messen 1,5 bis zwei Zentimeter im Durchmesser. Sepalen und Petalen sind oval, etwa zwei Zentimeter lang. Die Lippe ist ungelappt oder schwach dreilappig, im Umriss etwa dreieckig, vorne zugespitzt. Längs der Lippe laufen drei Kiele, die mit nach hinten gerichteten Zähnchen versehen sind. Die gebogene Säule ist 1,7 Zentimeter lang, sie ist höchstens bis zu einem Drittel mit der Lippe verwachsen. Am vorderen Ende ist die Säule seitlich verbreitert (geflügelt).

## Verbreitung
Vanilla cucullata kommt im Westen Afrikas in den Ländern Elfenbeinküste, Kamerun und Gabun vor. Portères gibt noch ein disjunktes Areal bei Dar-es-Salam in Ostafrika an.

## Systematik und botanische Geschichte
Vanilla cucullata wurde 1889 von Kraenzlin erstmals beschrieben.
Nach Portères ähnelt Vanilla cucullata weiteren afrikanischen Vanille-Arten wie Vanilla acuminata, Vanilla africana und Vanilla ramosa. Soto Arenas und Cribb schreiben, dass sie eventuell nicht von Vanilla crenulata zu unterscheiden ist. Außer den von Portères genannten Arten geben sie Vanilla hallei, Vanilla heterolopha und Vanilla zanzibarica als Verwandte an.